# Sông Bình Tiên
Sông Bình Tiên là một con sông đổ ra Sông Trà Môn. Sông có chiều dài 21 km và diện tích lưu vực là km². Sông Bình Tiên chảy qua các tỉnh Đồng Tháp, Vĩnh Long.